# Masonville (Kentucky)
Masonville es un lugar designado por el censo ubicado en el condado de Daviess en el estado estadounidense de Kentucky. En el Censo de 2010 tenía una población de 1014 habitantes y una densidad poblacional de 37,55 personas por km².

## Geografía
Masonville se encuentra ubicado en las coordenadas 37°40′16″N 87°2′44″O / 37.67111, -87.04556. Según la Oficina del Censo de los Estados Unidos, Masonville tiene una superficie total de 27 km², de la cual 26.82 km² corresponden a tierra firme y (0.66%) 0.18 km² es agua.

## Demografía
Según el censo de 2010, había 1014 personas residiendo en Masonville. La densidad de población era de 37,55 hab./km². De los 1014 habitantes, Masonville estaba compuesto por el 98.32% blancos, el 0.3% eran afroamericanos, el 0.1% eran amerindios, el 0.2% eran asiáticos, el 0% eran isleños del Pacífico, el 0.1% eran de otras razas y el 0.99% pertenecían a dos o más razas. Del total de la población el 0.3% eran hispanos o latinos de cualquier raza.